# أوريست مارينغو
أوريست مارينغو (بالإيطالية: Orestes Marengo)‏ هو كاهن كاثوليكي إيطالي، ولد في 28 أغسطس 1906 في ديانو دالبا في إيطاليا، وتوفي في 30 يوليو 1998 في Tura, Meghalaya ‏ في الهند.